# Kostengruppe
In der Kostenermittlung werden bei der Kostenaufstellungen zusammenhängende Kosten (Positionen) in Kostengruppen untergliedert.
Die Kosten werden in den verschiedenen Phasen der Kostenermittlung (Kostenrahmen, Kostenschätzung, Kostenberechnung, Kostenanschlag und Kostenfeststellung) nach den Kostengruppen gemäß DIN 276 aufgeschlüsselt.
Im Bauwesen werden die Baukosten nach DIN 276 in Kostengruppen, z. B. KGR 300 Bauwerk – Baukonstruktionen, aufgeschlüsselt. Die Gliederung setzt sich aus drei Ebenen mit zunehmendem Detaillierungsgrad zusammen.
Die Nutzungskosten von Bauwerken werden in Kostengruppen nach DIN 18960 gegliedert.
Allgemein werden die auf einen Arbeitsplatz anfallenden Kosten (Platzkostenrechnung) nach vier Arten gruppiert:
Kostengruppe 1: Lohnkosten, sonstige Löhne, Urlaubslohn, Feiertagslohn, Lohnfortzahlung im Krankheitsfall, Sozialkosten (Arbeitgeberanteil zur Sozialversicherung) und freiwillige Sozialkosten (Weihnachtsgeld, Prämien).
Die Summe dieser Kostengruppe sind die Personalkosten.
Kostengruppe 2: Wasch- und Putzmittel, Kleinmaterial (Werkzeuge, Kleinteile), Energiekosten (Strom, Gas), Instandhaltungskosten für Reparaturen (Ersatzteile, Kundendienst).
Die Summe dieser Gruppe nennt man Fertigungsgemeinkosten.
Kostengruppe 3: Miete und Heizung (die Kosten werden nach dem anteiligen Flächenbedarf des Arbeitsplatzes ermittelt), Abschreibung je nach geplanter Nutzungsdauer, Kalkulatorische Zinsen.
Die Summe der Kostengruppe 3 sind die Miet- und kalkulatorischen Kosten.
Kostengruppe 4: VV-Kosten (Anteilige Kosten für Verwaltung, Buchhaltung, Telefon, Vertrieb).
Die Kostenumlage erfolgt mit einem Prozentanteil auf die Fertigungskosten.
Die Summe aller vier Kostengruppen 1 bis 4 werden Selbstkosten genannt.